# Црква Светог Георгија у Поцерском Метковићу
Црква Светог Георгија у Поцерском Метковићу, насељеном месту на територији града Шапца, подигнута је 1999. године. Припада Епархији шабачкој Српске православне цркве.

## Прошлост
Плац за цркву је купљен 1939. године и направљена је привремена капела, до после рата када је престала служба и она срушена. Тек 1983. године добијена је дозвола да се подигне нова са станом за свештеника. Зграда је рађена од 1985. до 1987. године, формирана парохија и усељен свештеник.

## Садашња црква
Дозвола за градњу нове цркве добијена је 1996. године, када је урађен темељ и тада се застало са градњом. Као ктитор храма се 1999. године јавила Оливера, супруга покојног Стевана Вићентића, родом из села, који су живели у Чикагу. Од приложника цркве издвајају се Стеванова браћа Драгутин Вићентич који је купио звоно и Драгић, који је набавио капију од кованог гвожђа.
Фреске у техници „ал секо” (на сувом малтеру) урадили су 2006. године сликари Петар Билић, Дарко Живковић, Милош Максимовић и Вук Лукић.
Цркву је 31. августа 2006. године освештао епископ шабачко-ваљевски Лаврентије (Трифуновић). 